# Борщёвка (Речицкий район)
Борщёвка (бел. Баршчоўка) — деревня, центр Борщёвского сельсовета Речицкого района Гомельской области Белоруссии.

## География

### Расположение
В 25 км на восток от Речицы, в 25 км от Гомеля и в 5 км от железнодорожной станции Якимовка.

## Транспортная система
Через деревню проходила автодорога Брест — Гомель.
В деревне 235 жилых дома (2004 год). Мелиоративным каналом деревня разделена на две части:
- северная. К прямолинейной, почти с широтной ориентацией улице, около автодороги, примыкают с севера 2 прямолинейные улицы, а с юга переулок.
- южная. Слегка выгнутая, вдоль мелиоративного канала, улица с ориентацией с юго-запада на северо-восток.

Застройка двухсторонняя, преимущественно деревянными домами усадебного типа.

### Улицы
- Молодёжная
- Новая
- пер. Новый
- Рабочая
- Садовая
- Советская
- Совхозная
- Трудовая
- Школьная

д, Абрамовка

## Водная система
Мелиоративный канал.

## Экология и природа
На востоке и западе деревня граничит с лесом.

## История
Археологами обнаружены курганные могильники в 1,5 км на восток от деревни в количестве 65 насыпей. Такое захоронение свидетельствует о заселении этих мест с давних времён.
Согласно письменным источникам деревня известна с XVIII века в составе Белицкого уезда Могилёвской губернии.
В Спасо-Перображенской церкви ранее хранились метрические книги с 1803 года.
В 1834 году деревня находилась во владении помещика Жудры. В 1860 году мещанка Петровская имела в деревне 142 десятины земли. В 1872 году вместо старой церкви была построена новая — деревянная, на кирпичном фундаменте.
В 1881 году в деревне действовала церковно-приходская школа. Борщёвка входила в состав одноимённого имения, находившегося во владении дворянки Еленской, имевшей 250 десятин земли.
Согласно переписи 1897 года в деревне находились: церковно-приходская школа, хлебозапасный магазин, 3 ветряные мельницы, магазин, кузница, корчма. Также в составе деревни был фольварк с населением 12 человек. Борщёвка входила в состав Телешковской волости Гомельского уезда Могилёвской губернии.
До 9 мая 1923 года деревня являлась центром волости. С 8 декабря 1926 года центр Дятловичского, с 4 августа 1927 года Гомельского, с 10 февраля 1931 года Речицкого районов Гомельского округа — до 26 июля 1930 года, с 20 февраля 1938 года Гомельской области.
В 1926 году в деревне работали врачебный и ветеринарный пункты, магазин, изба-читальня, паровая мельница, почтовый пункт, начальная школа.
В 1930 году организован колхоз «Мудрец». Осуществляли деятельность винторезно-клёпочный завод, паровая мельница, кузница.
В начале Великой Отечественной войны в 1941 году, 18 августа в деревне и её окрестностях речицкие ополченцы вели бой с целью прикрытия отхода частей 3-й армии из окружения. 7 февраля 1943 года партизаны разгромили находившийся в Борщовке немецкий гарнизон. В боях за освобождение Борщовки и Копани 11 — 12 ноября 1943 года погибли 57 солдат Советской армии и 3 партизана, они были похоронены в братской могиле в центре деревни. Во время Великой Отечественной войны на фронтах погибли 101 житель деревни.
В 1962 году являлась центром совхоза «Борщёвка», в который также входили Борхов, Бобры и другие населённые пункты. В деревне функционировали средняя школа, Дом культуры, библиотека, детский сад-ясли, фельдшерско-акушерский пункт, отделение связи, столовая, 2 магазина, швейная мастерская. Присоединена деревня Семёновка.
В состав Борщовского сельсовета до середины 1930-х годов входили, ныне не существующие, деревни Боровая, Городок, посёлок Подкопенье, хутор Дворицкое, до 1956 года посёлок Городище, до 1962 года деревня Семёновка. Дом культуры сгорел. На его месте построили церковь.

## Население

### Численность
2004 год — 235 дворов, 735 жителей.

### Динамика
- 1834 год — 36 дворов.
- 1881 год — 635 жителей.
- 1897 год — 161 двор, 1093 жителей (согласно переписи).
- 1908 год — 192 двора, 1280 жителей.
- 1926 год — 279 дворов, 1457 жителей.
- 2004 год — 235 дворов, 735 жителей.